# Kristi Snyman
Kristi Snyman (* 15. Dezember 2000 in Kapstadt) ist eine südafrikanische Leichtathletin, die sich auf den Hochsprung spezialisiert hat.

## Sportliche Laufbahn
Erste internationale Erfahrungen sammelte Kristi Snyman im Jahr 2019, als sie bei den Juniorenafrikameisterschaften in Abidjan mit übersprungenen 1,75 m die Bronzemedaille im Hochsprung gewann. Im Jahr darauf begann sie ein Studium an der Jacksonville University in den Vereinigten Staaten und studiert seit 2024 an der University of Missouri. Im Jahr darauf belegte sie bei den World University Games in Bochum mit 1,84 m den vierten Platz.  
2025 wurde Snyman südafrikanische Meisterin im Hochsprung.